# Arcadio Maxilom
Artykuł ten został zgłoszony do umieszczenia na stronie głównej w rubryce „Czy wiesz”.
Pomóż nam go sprawdzić: oceń zgłoszoną nominację.
Arcadio Maxilom (ur. 13 listopada 1862, zm. 10 sierpnia 1924) – filipiński wojskowy.

## Życiorys
Urodził się 13 listopada 1862 w Tuburan na wyspie Cebu. Był synem Roberto Maxiloma oraz Gregorii Molery. Jego ojciec związany był z hiszpańską administracją kolonialną, pełnił funkcję gobernadorcilla Tuburanu. Było to najwyższe stanowisko, które za panowania hiszpańskiego mógł zajmować Filipińczyk. Odpowiadało współczesnemu burmistrzowi. Relatywnie dobra sytuacja materialna rodziny pozwoliła mu na zdobycie wykształcenia. Po zakończeniu edukacji nauczał w szkole w rodzinnej miejscowości. Następnie, podobnie do ojca, związał się z aparatem kolonialnym. Doszedł w nim do stanowiska określanego w terminologii hiszpańskiej jako capitan municipal. Zrezygnował zeń w 1896, po tym gdy został zwerbowany do Katipunanu przez Leona Kilata. Była to tajna, wzorowana na masonerii organizacja, której celem było wyzwolenie Filipin spod panowania hiszpańskiego.
Odegrał istotną rolę w wydarzeniach będących częścią rewolucji filipińskiej na obszarach na których głównym językiem jest cebuański. Dosłużył się stopnia generała armii filipińskiej. Brał udział w tak zwanej rebelii 3 kwietnia z 1898. Po zabiciu Leona Kilata wyprowadził oddziały powstańcze na tereny górskie i tam kontynuował stawianie zbrojnego oporu. Do grudnia 1898 walczącym pod jego rozkazami rewolucjonistom udało się wyzwolić znaczną część Cebu. Po opuszczeniu regionu przez wojska hiszpańskie oraz utworzeniu w nim rządu regionalnego uznającego zwierzchność Republiki Filipińskiej Maxilom został zwierzchnikiem lokalnej policji. Po przybyciu wojsk amerykańskich w lutym 1899 odmówił złożenia broni oraz ponownie schronił się w górach. Opór wojsk filipińskich był niemniej słaby i wkrótce się załamał. Maxilom niemniej walczył aż do 26 września 1901, kiedy to złożył broń i poddał się najeźdźcom. Był ostatnim cebuańskim generałem, który zaprzestał walki z Amerykanami. Powrócił następnie do rodzinnej miejscowości. Krótko później, w marcu 1902 został aresztowany pod zarzutem planowania zbrojnej rebelii. Zwolniony, w ostatnich latach życia chorował. Zmarł 10 sierpnia 1924. Na jego pogrzebie pojawili się nie tylko politycy z Cebu, ale także prezydent Filipin z czasów rewolucji, generał Emilio Aguinaldo. Chciał w ten sposób oddać hołd odwadze oraz niezłomności Maxiloma. 
Imię Maxiloma nosi baza armii filipińskiej w Cebu City.